# Kala/Balge
Kala/Balge ist eine Local Government Area (LGA) im Borno State, Nigeria. Es ist die östlichste LGA Nigerias. Der Verwaltungssitz befindet sich in der Stadt Rann.
Kala/Balge hat eine Fläche von 1.896 km² und eine Bevölkerung von 60.797 Einwohnern bei der Volkszählung 2006. Die Postleitzahl ist 611103.
Kala/Balge ist eine von sechzehn LGAs, welche das Dikwa-Emirat bilden, ein nigerianischer Traditions-Staat im Staate Borno.

## Geschichte
Am 14. Mai 2014 wehrten örtliche Bürgerwehren einen Raubzug der Terroristengruppe Boko Haram ab. Am 31. Mai kehrten 500 Boko Haram-Terroristen zurück, überwältigten die Bürgerwehr und töteten 40. Bei einem Angriff auf ein Militärlager in Rann töteten Boko-Haram-Dschihadisten im März 2018 mindestens 11 Menschen.